# 470 (Vela)
La 470  és una classe internacional d'embarcació de vela lleugera dissenyada per André Cornu el 1963. És Classe olímpica des 1976 en homes i des 1988 en dones. Pren el seu nom de les mesures de la seva eslora. És una embarcació per a navegants avançats, amb un aparell molt tècnic, que inclou un trapezi.

## Palmarès olímpic de la classe

### 1976 Montreal
| Medalla | Regatistes (Homes)                      |
| Or      | Harre BODE i Frank HÜBNER (FRA)         |
| Plata   | Antonio Gorostegui i Pedro MILLET (ESP) |
| Bronze  | Ian BROWN i Ian Ruff (AUS)              |

### 1980 Moscou
| Medalla | Regatistes (Homes)                                      |
| Or      | Eduardo Henrique Penido i Marc PINTO Rizzo Soares (BRA) |
| Plata   | Jorn Borowski i Egbert SWENSSON (GDR)                   |
| Bronze  | Jouko Lindgren i Georg Tällberg (FI)                    |

### 1984 Los Angeles
| Medalla | Regatistes (Homes)                             |
| Or      | Luis Doreste i Roberto MOLINA (CAT)            |
| Plata   | Stephen BENJAMIN i Christopher Steinfeld (USA) |
| Bronze  | Thierry PEPONNET i Luc PILLOT (FRA)            |

### 1988 Seül
| Medalla | Regatistes (Homes)                  |
| Or      | Thierry PEPONNET i Luc PILLOT (FRA) |
| Plata   | Tõnu TONISTE i Toomas TONISTE (URS) |
| Bronze  | Charles McKee i John SHADDEN (USA)  |

| Medalla | Regatistes (Dones)                              |
| Or      | Lynne Jewell i Allison JOLLY (USA)              |
| Plata   | Birgitta Bengtsson i Marit SODERSTROM (SWE)     |
| Bronze  | Irina CHUNIKHOVSKAYA i Larissa Moskalenko (URS) |

### 1992 Barcelona
| Medalla | Regatistes (Homes)                                     |
| Or      | Jordi CALAFAT Esterlich i Francisco SANCHEZ LUNA (ESP) |
| Plata   | Kevin BURNHAM i Morgan REESA (USA)                     |
| Bronze  | Tõnu TONISTE i Toomas TONISTE (EST)                    |

| Medalla | Regatistes (Dones)                             |
| Or      | Patricia GUERRA CABRERA i Theresa Zabell (ESP) |
| Plata   | Leslie EGNOT i Janet Shearer (NZL)             |
| Bronze  | Pamela Healy i Jennifer Islero (USA)           |

### 1996 Atlanta
| Medalla | Regatistes (Homes)                        |
| Or      | Yevhin BRASLAVETS i Ihor MATVIYENKO (UKR) |
| Plata   | John MERRICKS i Ian WALKER (GBR)          |
| Bronze  | Nuno Barret i Vitor Hugo ROCHA (PER)      |

| Medalla | Regatistes (Dones)                         |
| Or      | Begoña VIA Dufresne i Theresa Zabell (ESP) |
| Plata   | Alicia Kinoshita i Yumiko Shiga (JPN)      |
| Bronze  | Olena PAKHOLCHIK i Ruslana Taran (UKR)     |

### 2000 Sydney
| Medalla | Regatistes (Homes)                   |
| Or      | Mark Turnbull i Tom KING (AUS)       |
| Plata   | Paul Foerster i Bob Merrick (USA)    |
| Bronze  | Javier CONTE i Juan de la FONT (ARG) |

| Medalla | Regatistes (Dones)                      |
| Or      | Belinda Stowell i Jenny ARMSTRONG (AUS) |
| Plata   | JJ Islero i Pease GLASSEJAR (USA)       |
| Bronze  | Olena PAKHOLCHYK i Ruslana Taran (UKR)  |

### 2004 Atenes
| Medalla | Regatistes (Homes)                   |
| Or      | Paul Foerster i Kevin BURNHAM (USA)  |
| Plata   | Nick ROGERS i Joe GLANFIELD (GBR)    |
| Bronze  | Kazuto Seki i Kenjiro TODOROKI (JPN) |

| Medalla | Regatistes (Dones)                            |
| Or      | Sofia BEKATOROU i Emilia TSOULFA (GRE)        |
| Plata   | Natalia VIA Dufresne i Sandra Azón (ESP)      |
| Bronze  | Therese TORGERSSON i Vendela ZACHRISSON (SWE) |

## Èxits Espanyols en la Classe 470

### Campions d'Europa
- Jan Santana i F. Colom, 1974.
- Luis Doreste i Roberto Molina, 1985.
- Theresa Zabell i Patricia Guerra, 1991, 1992.
- Theresa Zabell i Begoña Via Dufresne, 1994.

### Campions del Món
- Antonio Gorostegui i M. Albalat, 1974.
- Jordi Calafat i Francisco Sánchez, 1989, 1990, 1992, 1993.
- Theresa Zabell i Patricia Guerra, 1992.
- Theresa Zabell i Begoña Via Dufresne, 1993, 1994, 1995, 1996.

### Medallistes Olímpics
- Antonio Gorostegui i Pedro Millet, Plata Jocs Olímpics Montreal (Canadà), 1976.
- Luis Doreste i Roberto Molina, Or Jocs Olímpics Los Angeles (EUA), 1984.
- Jordi Calafat i Francisco Sánchez, Or Jocs Olímpics Barcelona (Espanya), 1992.
- Theresa Zabell i Patricia Guerra, Or Jocs Olímpics Barcelona (Espanya), 1992.
- Theresa Zabell i Begoña Via Dufresne, Or Jocs Olímpics Atlanta (EUA), 1996.